# Bodovce
Bodovce este o comună slovacă, aflată în districtul Sabinov din regiunea Prešov. Localitatea se află la altitudinea de 444 m deasupra n.m., se întinde pe o suprafață de 7,52 km2 și în 2017 număra 349 de locuitori.

## Istoric
Localitatea Bodovce este atestată documentar din 1427.

## Demografie
| An:                | 1994 | 2004    | 2014   | 2024    |
| ------------------ | ---- | ------- | ------ | ------- |
| Număr de persoane: | 277  | 321     | 334    | 392     |
| Diferență:         |      | +15,88% | +4,04% | +17,36% |

| An:                | 2023 | 2024 |
| ------------------ | ---- | ---- |
| Număr de persoane: | 392  | 392  |
| Diferență:         |      | +0%  |